# 627
Cette page concerne l'année 627  du calendrier julien. Pour l'année 627 av. J.-C., voir 627 av. J.-C.
L'année 627 est une année commune qui commence un jeudi.

## Événements
- Fondation du couvent de Debra-Egziabehèr au lac Haïk, dans l’Amhara (Éthiopie) selon la tradition[2].
- L'empereur de Chine Taizong soutient la révolte de deux tribus turques contre les Köktürks orientaux : les Tölös ou Töläch du Tarbagataï et les Syr Tardouch - ou Xueyantuo - des environs de Kobdo (627-628)[3].

### Proche-Orient

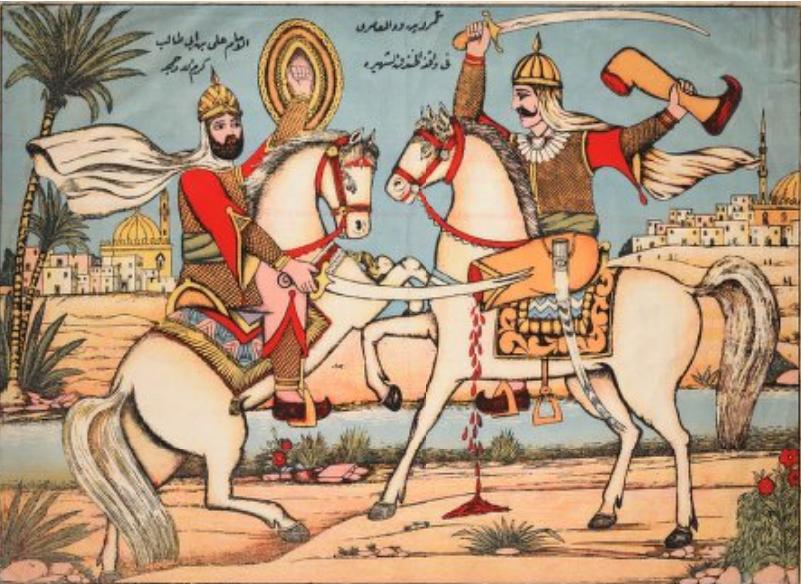
Combat entre Ali ibn Abi Talib et Amr ibn Abd al-Wud pendant la bataille du fossé.

- 31 mars - 15 avril : bataille du fossé. Échec des Mecquois devant Médine protégée par un fossé[4].
- 20/22 avril : Prise du fort de la tribu juive médinoise des Banu Qurayza, accusée de trahison par les musulmans[5]. Les hommes sont exécutés, les femmes et les enfants réduits en esclavage ou exilés.
- Été : le qaghan des Köktürks Yabghu (le Ziebel des sources byzantines) franchit la passe de Derbent avec une armée, et rejoint son allié le basileus Héraclius devant Tiflis, qu'ils assiègent. Héraclius lui promet sa fille Eudocia[6].
- Mi-septembre : l'armée byzantine d'Héraclius, accompagnée de 40 000 Köktürks et Kazakhs, quitte Tiflis et marche vers la Mésopotamie, pendant que le qaghan continue le siège de la citadelle de Tiflis[7]. Elle est prise après un long siège et le khan envoie à Héraclius le crâne de Stéphanos d'Ibérie qui la défendait[6].
- 9 octobre : Héraclius entre dans la vallée du Grand Zab[8].
- 1er décembre : les troupes d'Héraclius traversent le Grand Zab[8].
- 12 décembre : Héraclius remporte une victoire décisive sur les Perses sassanides de l'empereur Khosro II (Chosroès) à la bataille de Ninive[8].
- 23 décembre : Héraclius est à Kirkouk. Après Noël, il avance vers Ctésiphon à la poursuite de Khosro II[8].

### Europe
- 12 avril, Pâques : le roi Edwin de Northumbrie est baptisé par l'archevêque Paulin d'York[9]. Conversion de la Northumbrie au christianisme.
- 26 mai : plaid de Clichy[10]. Lors de l'assemblée des leudes de Neustrie et de Bourgogne, un noble saxon du Bessin, Aegina, fait assassiner Erminarius, gouverneur du palais de Caribert, le second fils de Clotaire II. Pour éviter un combat, le roi fait retirer Aegina sur le « Montmartre ». Caribert et son oncle maternel Brodulf, se préparent à attaquer Aegina. Clotaire donne ordre, spécialement aux farons de Bourgogne, d’écraser le parti qui braverait sa défense de combattre[11].
- Le duc des Saxons Berthoald attaque l'Austrasie. Dagobert intervient, mais est battu sur la Weser. Il fait appel à Clotaire II qui bat et tue Berthoald, puis massacre les Saxons[12].
- Plus d'évêques mentionnés à Mende jusqu'au règne de Louis le Pieux[13].
- Lors d'un pèlerinage à Rome, Amand, originaire d'Aquitaine, reçoit la révélation de sa vocation apostolique par une vision de saint Pierre[14].